# Ria-Sirach
Ria-Sirach is een gemeente in het Franse departement Pyrénées-Orientales (regio Occitanie). De plaats maakt deel uit van het arrondissement Prades. Ria-Sirach telde op 1 januari 2022 1.294 inwoners.

## Geografie
De oppervlakte van Ria-Sirach bedroeg op 1 januari 2022 12,82 vierkante kilometer; de bevolkingsdichtheid was toen 100,9 inwoners per km².

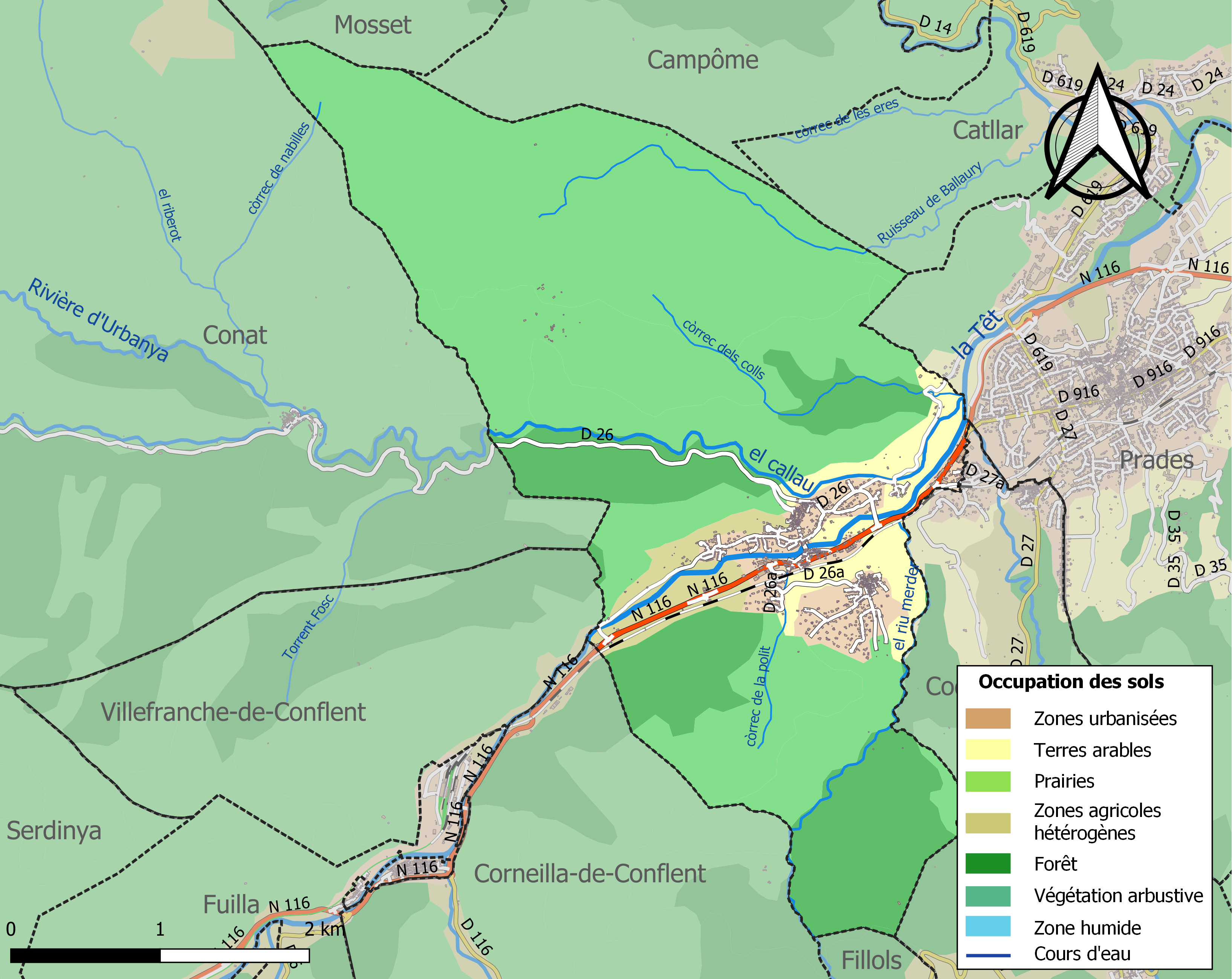
Kaart van de gemeente met de belangrijkste infrastructuur, bodemgebruik en omliggende gemeenten

## Verkeer en vervoer
In de gemeente ligt spoorwegstation Ria.

## Demografie
Onderstaande figuur toont het verloop van het inwonertal (bron: INSEE-tellingen).